# Wassermühle Nenkersdorf

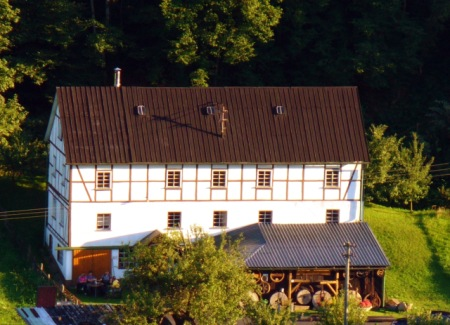
Wassermühle Nenkersdorf

Die Wassermühle Nenkersdorf ist eine Wassermühle an der Sieg in Nenkersdorf. Sie ist die einzige noch komplett erhaltene und funktionsfähige Wassermühle des Kreises Siegen Wittgenstein.

## Lage
Die Wassermühle Nenkersdorf befindet sich am Südostrand der gleichnamigen Ortschaft. Sie liegt etwa 730 Meter (jeweils Luftlinie) südwestlich der Walpersdorfer Kirche, 2,2 Kilometer nordöstlich des Grissenbacher Ortskerns und 3,3 Kilometer nordwestlich der zu Nenkersdorf gehörenden Exklave Lahnhof.

## Geschichte
Die urkundliche Ersterwähnung der Mühle datiert aus dem Jahr 1240. Bis in das 14. Jahrhundert den Besitzungen der Schlossherren der Wasserburg Hainchen zugehörig, ging sie per Geschenk an einen neuen Eigentümer in Nenkersdorf über. Die derzeitige Eigentümerfamilie Weber übt dieses Recht bereits in fünfter Generation aus.
Am 5. Juni 2006 war die Wassermühle Ausrichtungsort der Auftaktveranstaltung des Deutschen Mühlentages.

## Aufbau
Die über drei Mahlwerke verfügende Mühle, die allesamt ebenso wie ein vorhandener Getreideaufzug per Wasserkraft betreibbar sind, ist mit einem oberschlächtigen Wasserrad ausgestattet. Die Mahlwerke bestehen aus zwei Walzenstühlen und einem Schrotgang. Angetrieben wird die Wassermühle vom kleinen  Sindernbach  und einem Teil des Siegwassers, welches durch einen kleinen Graben fließt, der durch eine für die Zwecke der Mühle durchgeführte Grabung entstand.